# Sofia Weidner
Sofia Weidner (Ciudad de México, 1991) es una ilustradora y artista multidisciplinaria mexicana. Su trabajo se enfoca en visibilizar las diversas luchas que atraviesan las mujeres. 

## Trayectoria
Estudió la licenciatura de diseño en textil en la Universidad Iberoamericana y una maestría en diseño y comunicación visual en la Universidad Nacional Autónoma de México. 
A inicios del 2024, participó en la exposición colectiva Lumbre organizada por el Museo Universitario del Chopo que mostraba el trabajo de más de 30 ilustradoras mexicanas que enfocan su acción creadora en temáticas como derechos reproductivos, desaparición forzada, desigualdades sociales, entre otras. 
En el mismo año, exhibió su primera exposición individual denominada Musas negras en el Museo de la Ciudad de México, conformada por 26 piezas en diversos formatos como pintura, textil e ilustración con temáticas relacionadas al dolor, violencia y soledad que atraviesan las mujeres. 
Ha colaborado con marcas como Google, Cartier, Nike, GIRE, entre otras, para el desarrollo de identidad comercial.